# Casa del Molí Nou (la Baronia de Rialb)
La Casa del Molí Nou és un antic molí del municipi de la Baronia de Rialb (Noguera) que forma part de l'Inventari del Patrimoni Arquitectònic de Catalunya. Està situat al costat del Rialb, del que prenia l'aigua. És a tocar de la carretera del Forat de Bulí, km. 4.

## Descripció

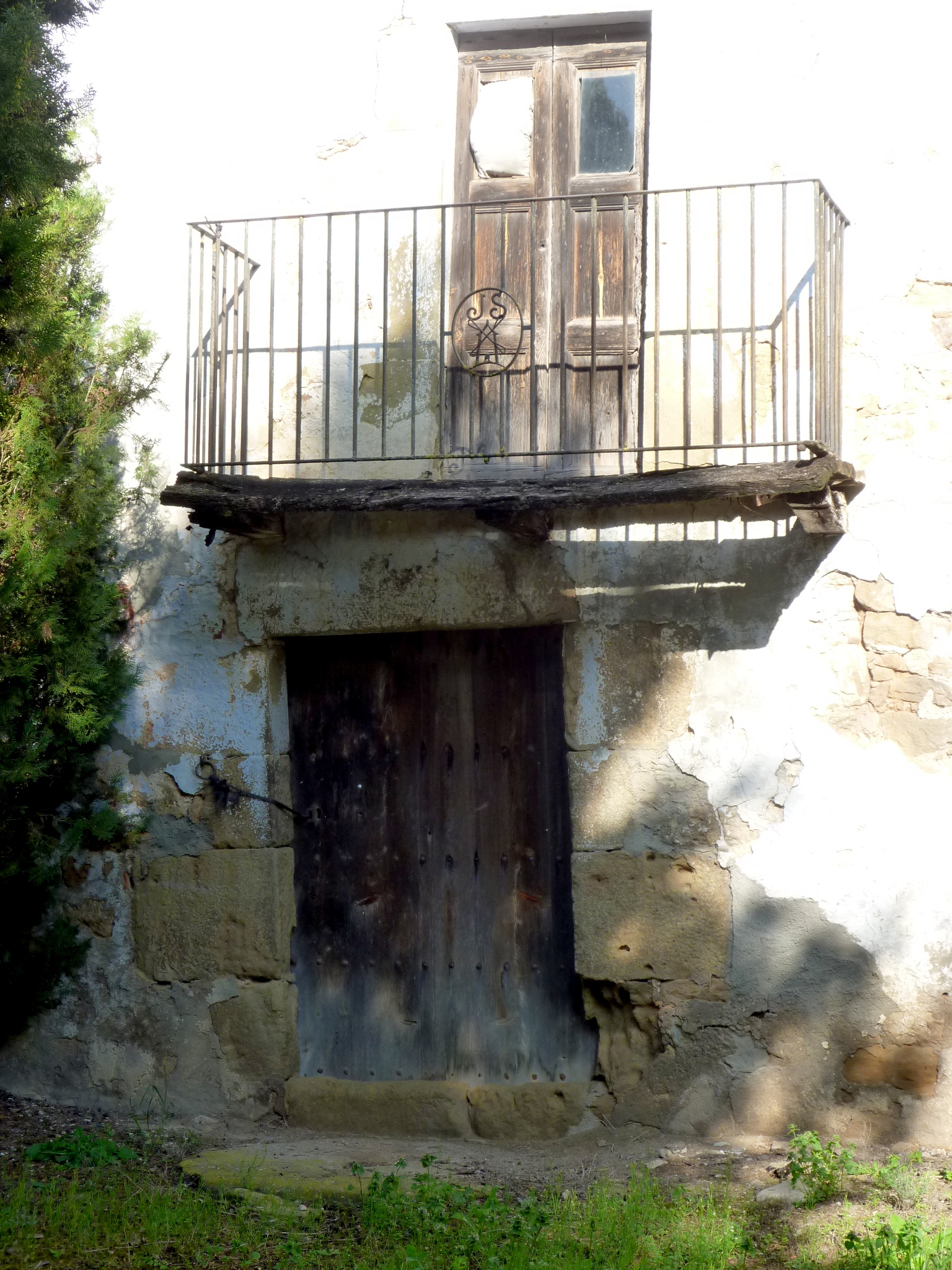
Portal i balcó

És un edifici amb una gran façana de tres èpoques. La més antiga es troba enretirada a la dreta i la central té la porta amb llinda recta i un balcó a sobre, perforant a façana unes finestres amb ampit motllurat en pedra. Dues obertures airegen la solana del cap de casa. La coberta és de dos vessants amb les bigues que formen un voladís de protecció de la façana.

## Història
La llinda de la finestra data del 1763, mentre que la de la balconada és del 1818. Actualment, perdut l'ús com a molí fariner, forma part de la nova piscifactoria del Molinou.

## Per anar-hi
- Carretera del Forat de Bulí, km. 4